# Canon EOS 650

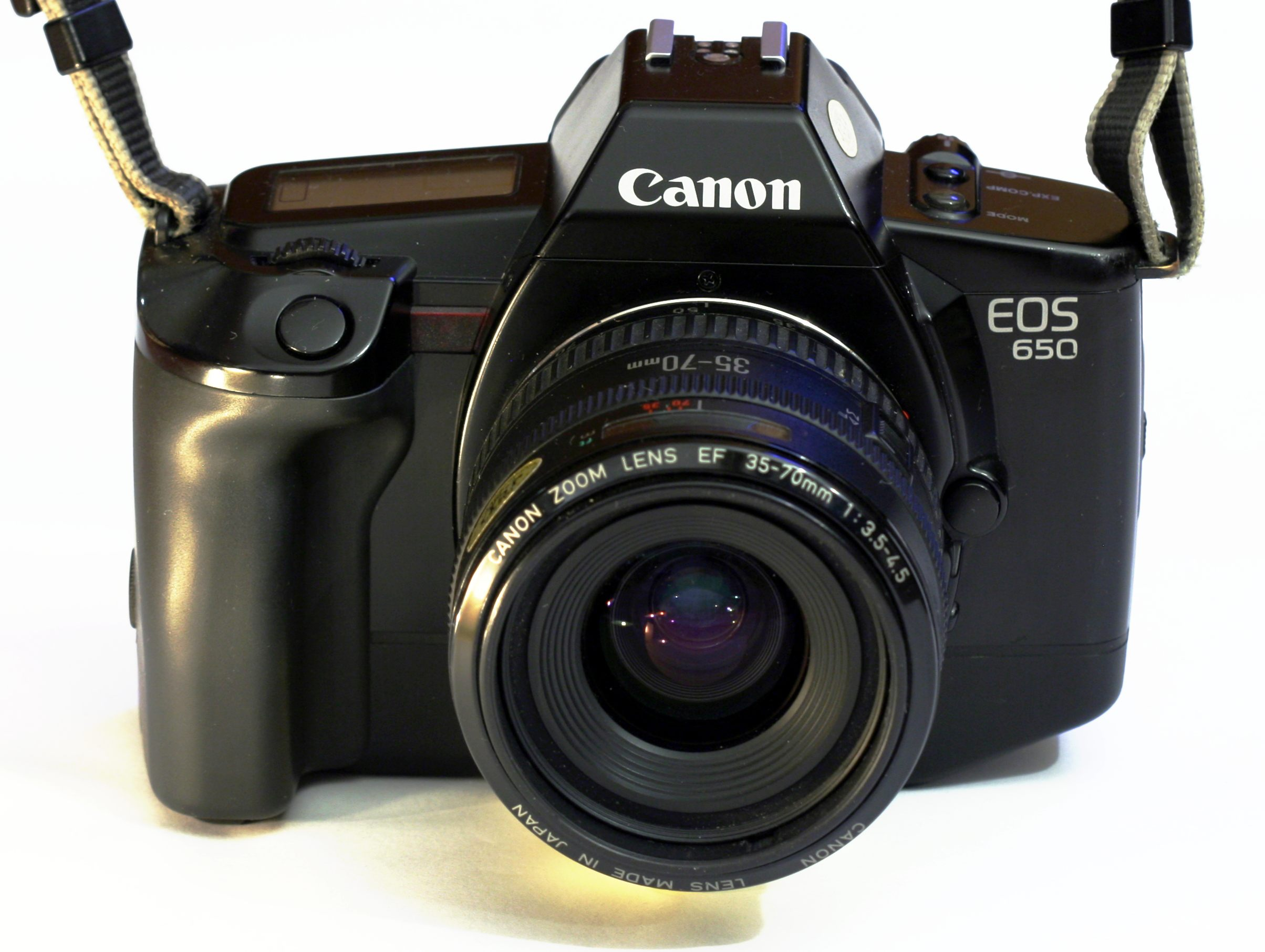
Canon EOS 650

Die Canon EOS 650 ist eine Kleinbild-Spiegelreflexkamera von Canon.

## Geschichte
Am 2. März 1987, dem 50. Jahrestag der Gründung des Unternehmens, das später Canon hieß, ist die EOS 650 als erste Kamera des EOS-Systems feierlich öffentlich vorgestellt worden. EOS steht dabei für „Electro-Optical System“, also für „elektrooptisches System“. Gemeinsam mit der EOS 650 sind drei EF-Objektive vorgestellt worden, nämlich das 35–70 mm / 3,5–4,5, das 35–105 mm / 3,5–4,5 und das 50 mm / 1,8. Die EOS 650 wurde von Februar 1987 bis Februar 1989 hergestellt.

## Eigenschaften
Die EOS 650 besitzt einen relativ schnellen und relativ zuverlässigen Autofokus, der für etwa 1,6 Jahre ein Überlegenheitsmerkmal der EOS-Kameras war.
Die EOS 650 besitzt das EF-Bajonett, das für das EOS-System spezifisch ist. EF steht dabei für „electrically focussed“, also für „elektrisch fokussiert“. Bei dem EOS-System sind der Fokussiermotor und der Blendenmotor in dem Objektivgehäuse eingebaut, was technische Vorteile, kleinere Kamerapreise und größere Objektivpreise bewirkt. Das EF-Bajonett besitzt elektrische Kontakte, aber keine sonstigen Kupplungen (außer dem Bajonett selbst). Die elektrischen Kontakte ermöglichen die Meldung der Objektivdaten, die Steuerung des Fokussiermotors und die Steuerung des Blendenmotors.
Der Bereich der Lichtempfindlichkeitseinstellungen der EOS 650 reicht von 6,25 ASA bis 6.400 ASA und ließ sich um ±5 Stopps erweitern, von also ISO 0.195 bis 204800. Die Lichtempfindlichkeit der meisten damals kommerziell erhältlichen Filme reicht jedoch nur von 25 ASA bis 1.600 ASA. Der Bereich der Belichtungszeiten reicht von 1/2.000 Sekunden bis 32,768 Sekunden. Außerdem ist die Bulb-Steuerung möglich. Die X-Synchronzeit beträgt 1/125 Sekunden. Die EOS 650 wiegt einschließlich einer Batterie des Typs 2CR5 etwa 660 Gramm. Sie kann 3 Bilder pro Sekunde aufnehmen. Das ergonomisch geformte Gehäuse besteht aus robustem Kunststoff. Das Bajonett besteht aus Metall. Der Sucher enthält ein Pentaprisma. Die Sucherscheibe, die Rückwand und der Handgriff sind wechselbar. Die Maße sind 148 mm * 108,3 mm * 67,5 mm.